# توقيت أطلنطي موحد
المنطقة الزمنية الأطلنطية هي منطقة جغرافية تتعامل مع معيار توقيت الأطلسي واختصاره: (AST) - بطرح أربع ساعات من التوقيت العالمي (UTC)، مما يعطي ت ع م-04:00.